# Cairbre Lifechair
Cairbre Lifechair, figlio di Cormac mac Airt (fl. III secolo), è stato un leggendario re supremo d'Irlanda del III secolo.
Durante il suo regno sarebbe morto Fionn mac Cumhail. Cairbre Lifechair uccise il servo di quest'ultimo, Derdia, e ciò fece scattare la Battaglia di Gabhair/Gowra. Secondo la narrativa del ciclo feniano Cath Gabhra (La battaglia di Gowra), Cairbre sposò  Aine Ingen Finn, figlia di Fionn mac Cumhail. I suoi figli furono Fiacha Sraibhtine e Eochaid Doimlen, a sua volta padre dei tre Colla.